# Anton Unterkofler
Anton Unterkofler (* 12. April 1983 in Schwarzach im Pongau) ist ein ehemaliger österreichischer Snowboarder. Er startete im Parallel-Riesenslalom und im Parallelslalom.

## Werdegang
Unterkofler nahm von 1998 bis 2015 an Wettbewerben teil. Bis 2007 startete er vorwiegend im Europacup, bei dem er in der Saison 2006/07 die Parallelgesamtwertung gewann. Sein erstes Weltcuprennen fuhr er im Januar 2001 in Bad Gastein, welches er auf dem 44. Platz im Parallelslalom beendete. Im März 2007 wurde er österreichischer Meister im Parallelslalom. Zu Beginn der Saison 2007/08 erreichte er in Sölden mit dem achten Platz im Parallel-Riesenslalom seine erste Top-Zehn-Platzierung im Weltcup. Es folgten in der Saison weitere Resultate unter den ersten Zehn, darunter im Januar 2008 der zweite Platz in La Molina im Parallel-Riesenslalom. Er beendete die Saison auf dem 11. Platz in der Parallelwertung. In der folgenden Saison konnte er seine starken Leistungen aus der Vorsaison nicht wiederholen. Er belegte vorwiegend Platzierungen im Mittelfeld. Zum Saisonende holte er in La Molina mit dem siebten Rang im Parallel-Riesenslalom sein bestes Ergebnis in der Saison. Bei den Snowboard-Weltmeisterschaften 2011 in La Molina kam er auf den fünften Platz im Parallel-Riesenslalom. Bei den Snowboard-Weltmeisterschaften 2013 in Stoneham errang er den 15. Platz im Parallel-Riesenslalom. Im März 2013 erreichte er in Arosa mit dem dritten Rang seinen zweiten Podestplatz im Weltcup.
Zu Beginn der Saison 2013/14 holte Unterkofler in Carezza im Parallel-Riesenslalom seinen ersten Weltcupsieg. Es folgten in der Saison Platzierungen im Mittelfeld. Bei seiner ersten Olympiateilnahme 2014 in Sotschi kam er auf den 22. Rang im Parallel-Riesenslalom und den 17. Platz im Parallelslalom. Die Saison beendete er auf dem fünften Rang in der Parallel-Riesenslalomwertung. Bei den Snowboard-Weltmeisterschaften 2015 am Kreischberg wurde er Sechster im Parallel-Riesenslalom.

## Teilnahmen an Weltmeisterschaften und Olympischen Winterspielen

### Olympische Winterspiele
- 2014 Sotschi: 17. Platz Parallelslalom, 22. Platz Parallel-Riesenslalom

### Snowboard-Weltmeisterschaften
- 2011 La Molina: 5. Platz Parallel-Riesenslalom
- 2013 Stoneham: 15. Platz Parallel-Riesenslalom
- 2015 Kreischberg: 6. Platz Parallel-Riesenslalom

## Platzierungen im Weltcup

### Weltcupsiege im Einzel
| Nr. | Datum             | Ort     | Disziplin             |
| --- | ----------------- | ------- | --------------------- |
| 1.  | 13. Dezember 2013 | Carezza | Parallel-Riesenslalom |

### Weltcup-Gesamtplatzierungen
| Saison  | Gesamt | Gesamt | Parallel | Parallel | Parallel-Riesenslalom | Parallel-Riesenslalom | Parallelslalom | Parallelslalom |
| Saison  | Punkte | Platz  | Punkte   | Platz    | Punkte                | Platz                 | Punkte         | Platz          |
| ------- | ------ | ------ | -------- | -------- | --------------------- | --------------------- | -------------- | -------------- |
| 2000/01 | -      | -      | -        | -        | -                     | -                     | 7              | 114.           |
| 2003/04 | -      | -      | 75       | 64.      | -                     | -                     | -              | -              |
| 2004/05 | -      | -      | 80       | 59.      | -                     | -                     | -              | -              |
| 2005/06 | 134    | 210.   | 134      | 51.      | -                     | -                     | -              | -              |
| 2006/07 | 584    | 102.   | 584      | 34.      | -                     | -                     | -              | -              |
| 2007/08 | 3032   | 17.    | 3032     | 11.      | -                     | -                     | -              | -              |
| 2008/09 | 853    | 92.    | 853      | 27.      | -                     | -                     | -              | -              |
| 2009/10 | 2070   | 22.    | 2070     | 13.      | -                     | -                     | -              | -              |
| 2010/11 | -      | -      | 1036     | 24.      | -                     | -                     | -              | -              |
| 2011/12 | -      | -      | 2410     | 12.      | -                     | -                     | -              | -              |
| 2012/13 | -      | -      | 1320     | 20.      | 1230                  | 13.                   | 118            | 36.            |
| 2013/14 | -      | -      | 1382     | 12.      | 1130                  | 5.                    | 252            | 28.            |
| 2014/15 | -      | -      | 1596     | 18.      | 550                   | 21.                   | 1046           | 15.            |